# 人情岬
「人情岬」（にんじょうみさき）は、1986年10月21日に発売されたとんねるず9枚目のシングル。

## 概要
「歌謡曲」以来の演歌路線。「ここからやり直そう」といった内容の明るい曲調になっている。曲の舞台を北海道の納沙布岬に設定し、ご当地ソングの線も狙った。

## 収録曲
全曲　作詞：秋元康 作曲：後藤次利 編曲：高田弘
1. 人情岬
2. 花嫁舟